# Josh McEachran
Joshua Mark McEachran (sinh ngày 1 tháng 3 năm 1993), thường được gọi là Josh McEachran, là một cầu thủ bóng đá người Anh hiện đang chơi ở vị trí tiền vệ cho câu lạc bộ Brentford. Anh có thể thi đấu ở vị trí tiền vệ trái hoặc tiền vệ trung tâm.

## Tuổi thơ
McEachran được sinh ra tại Oxford với cha mẹ là người Scotland. Anh bắt đầu thi đấu cho đội Garden City F.C. tại giải đấu Oxford Mail Boys, nơi anh được các tuyển trạch viên của câu lạc bộ Chelsea phát hiện. Anh gia nhập học viện đào tạo cầu thủ trẻ của the Blues lúc 8 tuổi và cùng lúc đó học tại trường Marlborough ở Woodstock.

## Sự nghiệp câu lạc bộ

### Chelsea
Ở mùa giải 2009-10, McEachran đã góp công lớn giúp đội trẻ Chelsea giành chức vô địch Giải trẻ cúp FA khi cùng với tền vệ người Ireland Conor Clifford tạo thành một cặp tiền vệ trung tâm xuất sắc. Trong trận chung kết với đội trẻ Aston Villa, anh đã có đường chuyền thành bàn cho Marko Mitrovic để sau đó Chelsea giành chiến thắng chung cuộc 2-1 và có được danh hiệu vô địch giải trẻ FA đầu tiên kể từ năm 1961.
McEachran có trận đấu đầu tiên cho đội một Chelsea gặp MŠK Žilina ở UEFA Champions League 2010-11 ngày 15 tháng 9 năm 2010 khi vào sân thay cho Yossi Benayoun. Ở tuổi 17, anh trở thành cầu thủ đầu tiên thi đấu tại Champions League mà được sinh ra sau khi giải đấu này được khởi tranh từ năm 1992 đồng thời cũng là cầu thủ trẻ nhất của Chelsea thi đấu tại UEFA Champions League. Huấn luyện viên Carlo Ancelotti đã khen ngợi anh sau trận đấu: "Cậu ấy còn rất trẻ nhưng đã thể hiện khả năng tuyệt vời. Tôi sẽ không ngại để cậu ấy tiếp tục được ra sân ở Champions League."
McEachran có trận đấu đầu tiên trên sân Stamford Bridge khi vào sân thay người tại trận đấu vòng 3 League Cup với Newcastle United, trận đấu mà Chelsea đã để thua 3-4. Anh có trận đấu đầu tiên tại Premier League vào ngày 25 tháng 9 trong trận thua 1-0 trước Manchester City khi vào sân thay cho Ramires.
Sau màu giải đầu tiên cho Chelsea, McEachran đã được trao tặng danh hiệu Cầu thủ trẻ xuất sắc nhất năm của Chelsea vào ngày 19 tháng 5 năm 2011. Ngày 15 tháng 7 năm 2011, anh đã ký bản hợp đồng mới có thời hạn 5 năm với Chelsea.
Anh có bàn thắng đầu tiên cho Chelsea trong trận thắng 2-0 trước Aston Villa tại giải giao hữu Premier League Asia Trophy, bàn thắng còn lại do công của Torres. Ngày 12 tháng 8 năm 2011, anh chuyển sang khoác áo số 20, số áo trước đây thuộc về Deco. McEachran có trận đấu đầu tiên tại Premier League mùa bóng này trong trận thắng 4-1 của Chelsea trước Swansea. Ngày 26 tháng 10 năm 2011, anh có mặt trong đội hình xuất phát trận đấu tại League Cup với Everton và đem về một quả phạt đền giúp Chelsea thắng chung cuộc 2-1.

### Swansea City
Ngày 17 tháng 1 năm 2012, McEachran bắt đầu hợp đồng cho mượn tại Swansea City. McEachran khoác áo số 17 tại Swansea. Anh có trận đấu đầu tiên cho Swansea City khi vào sân từ băng ghế dự bị ở phút 66 thay cho Gylfi Sigurðsson, trận đấu mà Swansea đã để thua 2–0. McEachran có trận đấu đầu tiên tại Cúp FA trong màu áo Swansea đối đầu Bolton Wanderers và trận này Swansea cũng thất bại 1-2.

### Middlesbrough
Ngày 20 tháng 8 năm 2012, McEachran chính thức khoác áo câu lạc bộ Middlesbrough (đang thi đấu tại Championship) theo thỏa thuận cho mượn một năm. Anh có trận đấu đầu tiên cho Middlesbrough chỉ một ngày sau đó, trong chiến thắng 3–2 trước Burnley. McEachran dần chiếm vị trí chính thức tại Boro, đá cặp ở vị trí tiền vệ trung tâm với Grant Leadbitter.

### Watford
Ngày 20 tháng 9 năm 2013, McEachran đến Watford theo hợp đồng cho mượn đến ngày 2 tháng 1 năm 2014. Bốn ngày sau, anh có trận đầu tiên cho Watford tại Capital One Cup gặp Norwich City nhưng đã phải rời sân ở phút 39 do chấn thương. McEachran thi đấu đủ 90 phút lần đầu tiên cho Watford tại Giải Hạng nhất trong trận thua Huddersfield Town 2-1 ngày 5 tháng 10 năm 2013.
McEachran thi đấu dưới phong độ trong nửa đầu mùa giải đã khiến cho anh không được Watford gia hạn hợp đồng và anh trở lại Chelsea vào tháng 1 năm 2014.

### Wigan Athletic
Ngày 23 tháng 1 năm 2014, McEachran chính thức đến Wigan Athletic tại Giải bóng đá Hạng nhất Anh theo hợp đồng cho mượn đến hết nửa cuối mùa bóng 2013–14.

#### Vitesse
Ngày 17 tháng 8 năm 2014, McEachran được cho câu lạc bộ Hà Lan Vitesse mượn đến hết mùa bóng 2014-15. Một tuần sau anh có trận đấu đầu tiên tại Hà Lan gặp PEC Zwolle và Vitesse để thua 2-1. Phải đến ngày 14 tháng 9 anh mới lại được ra sân trong trận thắng Excelsior 3-1. Tổng cộng anh có 21 lần ra sân cho Vitesse trong mùa bóng 2014–15.

### Brentford
Ngày 10 tháng 7 năm 2015, McEachran chính thức rời Chelsea sau khi ký hợp đồng có thời hạn 4 năm với đội bóng thi đấu tại giải Football League Championship là Brentford với phí chuyển nhượng không được tiết lộ nhưng vào khoảng 750.000 £.

## Sự nghiệp đội tuyển quốc gia
McEachran là thành viên của đội tuyển U-17 Anh tham dự Giải vô địch bóng đá U-17 châu Âu 2010 ở Tây Ban Nha. Tại giải đấu này, anh đã có một bàn thắng trong chiến thắng 3-1 trước U-17 Cộng hoà Séc. Thi đấu ở vị trí tiền vệ trung tâm, McEachran đã đóng vai trò quan trọng giúp đội tuyển Anh lọt vào trận chung kết và đánh bại U-17 Tây Ban Nha 2-1 để giành chức vô địch.
Trong màu áo đội tuyển U-19 Anh, ngày 8 tháng 10 năm 2010, anh có bàn thắng mở tỉ số trong chiến thắng 6-1 trước U-19 Albania tại vòng loại Giải vô địch bóng đá U-19 châu Âu 2011. Ngày 11 tháng 11, McEachran được triệu tập vào đội tuyển U-21 Anh chuẩn bị cho trận đấu với U-21 Đức. Anh có trận đấu đầu tiên cho U-21 Anh khi vào sân thay người trong trận này.
Anh có bàn thắng đầu tiên cho đội tuyển U-21 Anh vào ngày 25 tháng 3 năm 2013 với pha thực hiện phạt đền thành công đánh bại U-21 Áo 4-0 tại Sân vận động Falmer.

## Danh hiệu

### Câu lạc bộ
Chelsea
- Giải trẻ cúp FA: 2010

### Đội tuyển quốc gia
U-17 Anh
- Giải vô địch bóng đá U-17 châu Âu: 2010

### Cá nhân
- Cầu thủ trẻ xuất sắc nhất năm của Chelsea (1): 2011
- Cầu thủ trẻ xuất sắc nhất năm của Middlesbrough do người hâm mộ bình chọn (1): 2013

## Thống kê sự nghiệp
Tính đến 9 tháng 11 năm 2013.
| Câu lạc bộ           | Câu lạc bộ          | Giải ngoại hạng | Giải ngoại hạng | Giải ngoại hạng | Cúp FA  | Cúp FA    | Cúp FA     | League Cup | League Cup | League Cup | Cúp châu Âu | Cúp châu Âu | Cúp châu Âu | Tổng cộng | Tổng cộng | Tổng cộng  |
| Câu lạc bộ           | Mùa bóng            | Số trận         | Bàn thắng       | Kiến thiết      | Số trận | Bàn thắng | Kiến thiết | Số trận    | Bàn thắng  | Kiến thiết | Số trận     | Bàn thắng   | Kiến thiết  | Số trận   | Bàn thắng | Kiến thiết |
| Anh                  | Anh                 | Premier League  | Premier League  | Premier League  | Cúp FA1 | Cúp FA1   | Cúp FA1    | League Cup | League Cup | League Cup | Châu Âu     | Châu Âu     | Châu Âu     | Tổng cộng | Tổng cộng | Tổng cộng  |
| -------------------- | ------------------- | --------------- | --------------- | --------------- | ------- | --------- | ---------- | ---------- | ---------- | ---------- | ----------- | ----------- | ----------- | --------- | --------- | ---------- |
| Chelsea              | 2010–11             | 9               | 0               | 0               | 1       | 0         | 0          | 1          | 0          | 0          | 6           | 0           | 0           | 17        | 0         | 0          |
| Chelsea              | 2011–12             | 2               | 0               | 0               | 0       | 0         | 0          | 3          | 0          | 0          | 0           | 0           | 0           | 5         | 0         | 0          |
| Tổng cộng            | Tổng cộng           | 11              | 0               | 0               | 1       | 0         | 0          | 4          | 0          | 0          | 6           | 0           | 0           | 22        | 0         | 0          |
| Swansea City (mượn)  | 2011–12             | 4               | 0               | 0               | 1       | 0         | 0          | 0          | 0          | 0          | 0           | 0           | 0           | 5         | 0         | 0          |
| Tổng cộng            | Tổng cộng           | 4               | 0               | 0               | 1       | 0         | 0          | 0          | 0          | 0          | 0           | 0           | 0           | 5         | 0         | 0          |
| Anh                  | Anh                 | Championship    | Championship    | Championship    | FA Cup  | FA Cup    | FA Cup     | League Cup | League Cup | League Cup | Khác        | Khác        | Khác        | Tổng cộng | Tổng cộng | Tổng cộng  |
| Middlesbrough (mượn) | 2012–13             | 38              | 0               | 4               | 0       | 0         | 0          | 0          | 0          | 0          | 0           | 0           | 0           | 38        | 0         | 4          |
| Tổng cộng            | Tổng cộng           | 38              | 0               | 4               | 0       | 0         | 0          | 0          | 0          | 0          | 0           | 0           | 0           | 38        | 0         | 4          |
| Anh                  | Anh                 | Championship    | Championship    | Championship    | FA Cup  | FA Cup    | FA Cup     | League Cup | League Cup | League Cup | Khác        | Khác        | Khác        | Tổng cộng | Tổng cộng | Tổng cộng  |
| Watford (mượn)       | 2013–14             | 7               | 0               | 0               | 0       | 0         | 0          | 1          | 0          | 0          | 0           | 0           | 0           | 8         | 0         | 0          |
| Tổng cộng            | Tổng cộng           | 7               | 0               | 0               | 0       | 0         | 0          | 1          | 0          | 0          | 0           | 0           | 0           | 8         | 0         | 0          |
| Tổng cộng sự nghiệp  | Tổng cộng sự nghiệp | 60              | 0               | 4               | 2       | 0         | 0          | 5          | 0          | 0          | 6           | 0           | 0           | 73        | 0         | 4          |

1Bao gồm FA Community Shield.